# SerialZone
SerialZone je český webový portál zaměřující se na české i zahraniční televizní i internetové seriály, včetně herců, režisérů, scenáristů apod. 
Portál SerialZone byl spuštěn 11. listopadu 2007.

## Obsah
SerialZone obsahuje profily seriálů, herců, režisérů a scenáristů. U seriálů nechybí seznam a obsah dílů, původní i česká televizní premiéra, hodnocení zaregistrovaných čtenářů, recenze pilotních dílů (články Novinka pod lupou, S lupou do historie a dříve Hej, SerialZoňáci) i celých seriálů. Portál přináší také novinky, krátké zprávičky i obsáhlé analýzy týkající se seriálové tvorby.

## Shrnutí možností
- Čtení zpráv, novinek, analýz a jiných článků, které vytváří redakční tým
- Prohlížení seriálů, seznamu dílů, možnost stáhnout si české titulky vytvářené komunitou[p. 1]
- Prohlížení osobností – tvůrců i herců
- Hodnocení seriálů
- Uživatelské fórum
- Hudební playlist – hitparáda skladeb z epizod i vlastní seznam
- Seriálový kalendář – přehled vysílání televizních seriálů v Česku i v zahraničí
- Watchlist – vytváření uživatelských seznamů seriálů
- Hry a zábava – hry se seriálovou tematikou, aktuální tematické ankety, příležitostné soutěže
- Timeline/Flash News – prostor pro nejnovější krátké zprávy ze seriálového světa, povzdechy uživatelů a sdílení názorů v aktuálním čase[p. 2]